# Acta Mycologica
Acta Mycologica – wydawane w Polsce recenzowane czasopismo naukowe poświęcony mykologii. Wydawane jest w języku angielskim i ma zasięg międzynarodowy. Publikowane są w nim prace badawcze poświęcone różnym kierunkom mykologii i lichenologii. W publikacjach naukowych cytowane jest jako Acta Mycol.
Czasopismo ukazuje się od 1965 roku. Pierwszym naczelnym redaktorem czasopisma była Alina Skirgiełło. W 1994 r. współredaktorem została Maria Ławrynowicz. W 2002 r. została  ona redaktorem naczelnym, zaś A. Skirgiełło uhonorowana została tytułem redaktora honorowego. W latach 2014–2018 funkcję redaktora naczelnego pełniła Maria Rudawska, od 2018 roku Wojciech Pusz.
Numery archiwalne w formie plików pdf są dostępne online. Od 2015 r. czasopismo dostępne jest wyłącznie w wersji elektronicznej, a od 2014 r. w trybie otwartego dostępu (open access).